# 織田尚生
織田尚生（おだ たかお、1939年4月21日ー2007年5月11日）は、日本の心理学者。

## 略歴
高知県生まれ。鳥取大学医学部卒、1974年同大学院医学研究科修了、「REM期覚醒法による精神分裂病者の夢に関する研究」で医学博士の学位を取得。1984年チューリッヒ・ユング研究所分析家資格取得。東洋英和女学院大学人間科学部教授を務めた。専攻は精神医学、臨床心理学、分析心理学。

## 著書
- 『ユング心理学の実際』誠信書房 1986
- 『深層心理学』放送大学教育振興会 1987
- 『王権の心理学 ユング心理学と日本神話』第三文明社 1990
- 『深層心理の世界』レグルス文庫 第三文明社 1992
- 『昔話と夢分析 自分を生きる女性たち』創元社 1993
- 『心理療法の想像力』誠信書房 1998
- 『親子のカウンセリング教室 お母さん、私の悩みをわかって!』灯台ブックス 第三文明社 2000
- 『心理療法と日本人のこころ 神話を生きる』培風館 2005
- 『心理療法の想像力』論創社 2017

### 共編著
- 『精神衛生』挾間秀文共編著. 放送大学教育振興会 1987
- 『心の環境健康科学』編著. 放送大学教育振興会 1991
- 『こころの傷が治った カウンセリングの現場から』網谷由香利共著. 第三文明社 2003
- 『ボーダーラインの人々 多様化する心の病』編 (シリーズこころとからだの処方箋）ゆまに書房 2005
- 『現代箱庭療法』大住誠共著 誠信書房 2008

### 翻訳
- ネイサン・シュワルツーサラント『境界例と想像力 現代分析心理学の技法』監訳, 田中信市,曽根維石, 織田法子,木村ゆかり, 鈴木貞子訳 金剛出版 1997
- E.クリストファー, H.M.ソロモン共編『ユングの世界 現代の視点から』氏原寛共監訳. 培風館 2003
- デイヴィッド・セジウィック『ユングとサールズ』老松克博共監訳, 阿部里美, 東洋英和女学院大学大学院ユング研究会訳. 金剛出版 2009